# Vicariat apostolique de Napo
Le vicariat apostolique de Napo (en latin : Vicariatus Apostolicus Napensis ; en espagnol : Vicariato apostólico de Napo) est un vicariat apostolique de l'Église catholique en Équateur directement soumis au Saint-Siège.

## Territoire
Le vicariat gère la province de Napo ainsi que quelques paroisses dans les provinces d'Orellana et Pastaza. 
Son territoire a une superficie de 24 600 km2 divisé en 22 paroisses. L'évêché est à Tena où se trouve la cathédrale saint Joseph.

## Histoire
Le vicariat apostolique est érigé le 7 février 1871 par le pape Pie IX en prenant sur le territoire de l'archidiocèse de Quito. Ce sont les jésuites qui vont gérer ce vicariat.
Le 4 octobre 1886, il cède une partie de son territoire pour la création de la préfecture apostolique de Canelos et Macas (aujourd'hui vicariat apostolique de Puyo). Il donne du territoire le 17 février 1893 pour l'établissement du vicariat apostolique de Méndez et Gualaquiza (aujourd'hui vicariat apostolique de Méndez) et du vicariat apostolique de Zamora.
Les jésuites sont expulsés de leur mission de Napo en 1896 par le gouvernement libéral. En 1922, les Joséphites de Murialdo acceptent de prendre la direction du vicariat apostolique de Napo.
Le 16 avril 1924, il cède une autre portion de territoire pour la création de la préfecture apostolique de San Miguel de Sucumbíos (aujourd'hui vicariat apostolique de San Miguel de Sucumbíos)puis de nouveau le 16 novembre 1953 pour l'érection de la préfecture apostolique d'Aguarico (aujourd'hui vicariat apostolique d'Aguarico).

## Vicaires
- Emilio Cecco, C.S.I (1931-1938)
- Giorgio Rossi, C.S.I (1938-1941)
- Maximiliano Spiller, C.S.I (1941-1978)
- Julio Parise Loro, C.S.I (1978-1996)
- Paolo Mietto, C.S.I (1996-2010)
- Celmo Lazzari, C.S.I (2010-2013) nommé vicaire apostolique de San Miguel de Sucumbíos
- Adelio Pasqualotto, C.S.I (2014-2024)
- Celmo Lazzari, C.S.I (2024- )